# White Parents Are Gonna Hate This
White Parents Are Gonna Hate This è un singolo del rapper statunitensi Saint Jhn, pubblicato il 14 dicembre 2018.

## Tracce
1. White Parents Are Gonna Hate This – 2:24